# 라세레나
라 세레나(스페인어: La Serena
)는 칠레에서 두 번째로 역사가 깊은 도시로, 하나의 코무나를 이룬다. 라 세레나라는 말은 "잔잔한 것"이라는 뜻이다. 산티아고에서 북쪽으로 471 km 떨어져 있다. 라 세레나의 인구는 2002년 현재 14만 7815명이다. 1만 2333명의 인구는 인접한 근교 촌 지역에 살고 있다. 1992년 2002년 사이 32.6%의 인구가 증가하였고, 칠레에서 가장 빠르게 인구가 늘고 있는 도시 중 하나이다.

## 좌표
좌표는 남위 29도 54분, 서경 71도 15분이다.

## 개요
이 도시는 1544년 9월 4일, 산티아고와 리마 사이의 해상 교통로를 확보하라는 페드로 드 발디비아의 명을 받은 스페인의 장교 후안 보혼(스페인어: Juan Bohón)에 의해 건설되었다. 1549년 지역 원주민에 의해 완전히 파괴되었으나 같은 해 프란시스코 드 아귀레라는 장교에 의해 재건되었다. 오늘날에는, 이 도시는 역사적인 건축물들을 보존하고 있으며 또한 아베니다 델 마(스페인어: Avenida del Mar 바닷가 길이라는 뜻[*]) 같은 해변이 수려하여, 관광 중심지로서의 역할을 해나가고 있다. 1월 같은 경우 산 후앙이나 멘도사 지방에서 온 아르헨티나 사람들 같은 많은 외국 관광객들을 유치하고 있으며, 2월 하순에는 2월의 더위를 피해 온 산티아고 사람들을 끌어 모으고 있다.

## 도시 건축물
도시 내에 19세 말엽 지어진 건물들이 전통적인 건축술을 보여 주고 있다. 일반 주택과 공공 건물을 망라한다. 미국 오리건주 산 목재로 지어졌다. 이것들은 수출품을 팔고 대가로 인근 코킴보 항에 입항하는 범선에 실려 받아온 목재이다. 미국으로는 구리나 다른 광물이 수출되었다. 오리건주 산 소나무와 어도비 벽돌을 건축 재료로 했기 때문에 도시의 독특한 풍광이 연출되고 있다.
소규모의 교회(성당)들도 주목할 만 한데, 이것들은 북쪽 5 km 에 위치한 엘키강 가의 퇴적암에서 나온 돌로 지어진 것들이다. 이 돌은 잘잘한 조개 껍데기로 이루어진 결을 갖고 있으며 독특한 색을 띠고 있다. 이 교회들은 지어진 지 약 350년 씩이나 지난 것들이다. 정도의 차이는 있지만, 건축 당시 최초의 모습을 보전하기 위해 보수가 꽤 된 것들이다. 샌 프란시스코 교회, 샌 아구스틴, 산토 도밍고 교회 등을 예로 들 수 있다. 소규모의 교회도 주목할 만 하다.
라 세레나 대성당은 역시 위에서 말한 돌로 지어졌는데, 19세기까지 그 역사가 거슬러 올라간다. 다른 교회에 비해 역사가 깊지는 않지만, 이 대성당은 칠레의 수많은 지진을 견뎌냈다는 사실은 언급할 만하다. 밖으로 보이는 지진에 의한 피해는 거의 없었다.
이러한 교회들 때문에, 라 세레나는 매우 독특한 시내 풍경을 선사하고 있다. 사람들이 "교회들의 도시"라는 별명을 부여하였다.
시내 주요 지역은 엘 센트로(중심가), 페뉴엘라스(라 세레나와 코킴보사이의 교외), 산 조아퀸(바다를 내려다보는 언덕 근처), 라 플로리다, 라스 콤파냐스, 세로 그란데(큰 언덕), 라 안테나, 뉴 엘 밀라그로(기적) 신시가 등이다.

## 기후
라 세레나의 기후는 칠레의 북부 지역 중에서 가장 온화하다. 연평균 기온은 약 17 °C이다. 겨울(5월-8월)에는 6 °C까지 내려가고, 여름(10월-2월)에는 약 25 °C까지 올라간다. 연간 강수량은 250 mm을 넘지 않는다. 주변 지역에는 원예와 과일 재배 농업이 발달하였다. 파파야 쥬스와 피스코를 섞은 칵테일이 유명하다.
| 라세레나의 기후                                                | 라세레나의 기후 | 라세레나의 기후 | 라세레나의 기후 | 라세레나의 기후 | 라세레나의 기후 | 라세레나의 기후 | 라세레나의 기후 | 라세레나의 기후 | 라세레나의 기후 | 라세레나의 기후 | 라세레나의 기후 | 라세레나의 기후 | 라세레나의 기후 |
| 월                                                             | 1월             | 2월             | 3월             | 4월             | 5월             | 6월             | 7월             | 8월             | 9월             | 10월            | 11월            | 12월            | 연간            |
| -------------------------------------------------------------- | --------------- | --------------- | --------------- | --------------- | --------------- | --------------- | --------------- | --------------- | --------------- | --------------- | --------------- | --------------- | --------------- |
| 역대 최고 기온 °C (°F)                                         | 27.2 (81.0)     | 26.9 (80.4)     | 25.6 (78.1)     | 28.5 (83.3)     | 26.6 (79.9)     | 28.4 (83.1)     | 28.2 (82.8)     | 27.0 (80.6)     | 27.1 (80.8)     | 26.2 (79.2)     | 25.2 (77.4)     | 25.1 (77.2)     | 28.5 (83.3)     |
| 일평균 최고 기온 °C (°F)                                       | 21.5 (70.7)     | 21.5 (70.7)     | 20.2 (68.4)     | 18.4 (65.1)     | 16.9 (62.4)     | 15.8 (60.4)     | 15.4 (59.7)     | 15.8 (60.4)     | 16.4 (61.5)     | 17.4 (63.3)     | 18.6 (65.5)     | 20.0 (68.0)     | 18.2 (64.8)     |
| 일일 평균 기온 °C (°F)                                         | 17.9 (64.2)     | 17.9 (64.2)     | 16.7 (62.1)     | 14.9 (58.8)     | 13.3 (55.9)     | 12.0 (53.6)     | 11.4 (52.5)     | 11.9 (53.4)     | 12.6 (54.7)     | 13.6 (56.5)     | 14.9 (58.8)     | 16.4 (61.5)     | 14.5 (58.1)     |
| 일평균 최저 기온 °C (°F)                                       | 14.3 (57.7)     | 14.3 (57.7)     | 13.3 (55.9)     | 11.3 (52.3)     | 9.7 (49.5)      | 8.2 (46.8)      | 7.4 (45.3)      | 8.0 (46.4)      | 8.9 (48.0)      | 9.8 (49.6)      | 11.3 (52.3)     | 12.8 (55.0)     | 10.8 (51.4)     |
| 역대 최저 기온 °C (°F)                                         | 1.4 (34.5)      | 9.1 (48.4)      | 0.0 (32.0)      | 3.9 (39.0)      | 0.9 (33.6)      | 1.0 (33.8)      | 0.0 (32.0)      | 0.2 (32.4)      | 0.9 (33.6)      | 0.8 (33.4)      | 1.0 (33.8)      | 1.2 (34.2)      | 0.0 (32.0)      |
| 평균 강수량 mm (인치)                                          | 0.2 (0.01)      | 0.1 (0.00)      | 1.1 (0.04)      | 0.8 (0.03)      | 13.1 (0.52)     | 29.9 (1.18)     | 17.1 (0.67)     | 12.7 (0.50)     | 4.2 (0.17)      | 3.3 (0.13)      | 0.4 (0.02)      | 0.3 (0.01)      | 83.2 (3.28)     |
| 평균 강수일수 (≥ 1.0 mm)                                       | 0.0             | 0.0             | 0.1             | 0.2             | 1.0             | 1.8             | 1.6             | 1.3             | 0.7             | 0.4             | 0.1             | 0.0             | 7.2             |
| 평균 상대 습도 (%)                                             | 79              | 79              | 82              | 82              | 83              | 82              | 82              | 82              | 82              | 80              | 80              | 79              | 81              |
| 평균 월간 일조시간                                             | 255.5           | 231.8           | 196.2           | 159.3           | 148.8           | 150.4           | 172.2           | 176.5           | 169.1           | 204.9           | 210.7           | 241.5           | 2,316.9         |
| 출처 1: 칠레 기상청 (평년값: 1991년~2020년, 극값: 1954년~현재) |                 |                 |                 |                 |                 |                 |                 |                 |                 |                 |                 |                 |                 |
| 출처 2: 미국 해양대기청 (강수일수)                             |                 |                 |                 |                 |                 |                 |                 |                 |                 |                 |                 |                 |                 |